# Blend
Blend är ett tidigare svenskt (sedan 1999 österrikiskt) varumärke för cigaretter, som ägdes av Swedish Match AB och såldes till Austria Tabak 1999 Cigarettmärket introducerades 1971 av Svenska tobaks AB för att få ett cigarettmärke med lägre tjärhalt. Den första varianten, som kom att kallas Gula blend efter färgen på paketet, hade en tjärhalt på 12 mg per cigarett. Året efter lanserades en variant med mentolsmak, som kallades Blåa blend. Varumärket fortsatte att lanseras med svagare cigaretter och lägre tjärhalt. Vita blend introducerades med tjärhalten 8 mg 1977, och sedan varianterna Ultra (5 mg, lanserad 1979) och Ultima (2 mg, lanserad 1981). Det har även förekommit andra varianter och namnbyten i samband med uppdateringar av sortimentet. Det har senare ifrågasatts om lägre tjärhalt verkligen är mindre skadlig. Märkena är idag (2017) bland annat numrerade: No 1 (Gula blend), No 2 (Vita blend) och No 3 (Ultra).